# Footloose (trilha sonora)
Footloose é um álbum do filme Footloose, lançado em 1984.

## Faixas
| N.º | Título                                        | Duração |  |
| 1.  | "Footloose"                                   | 3:47    |  |
| 2.  | "Let's Hear It for the Boy"                   | 4:22    |  |
| 3.  | "Almost Paradise (Love Theme from Footloose)" | 3:49    |  |
| 4.  | "Holding Out for a Hero"                      | 5:50    |  |
| 5.  | "Dancing In the Sheets"                       | 4:05    |  |
| 6.  | "I'm Free (Heaven Helps the Man)"             | 3:46    |  |
| 7.  | "Somebody's Eyes"                             | 3:29    |  |
| 8.  | "The Girl Gets Around"                        | 3:23    |  |
| 9.  | "Never"                                       | 3:47    |  |

1998 15th Anniversary Collectors' Edition bonus tracks
| N.º | Título                                           | Duração |  |
| 10. | "Metal Health (Bang Your Head) (single editado)" | 3:55    |  |
| 11. | "Hurts So Good"                                  | 3:38    |  |
| 12. | "Waiting for a Girl Like You"                    | 4:49    |  |
| 13. | "Dancing in the Sheets (extended 12" remix)"     | 6:17    |  |